# Грб општине Прибој
Мали грб се састоји од штита са следећим садржајем:
Плаво-таласаста хералдичка пруга између три потковице сребрно, у подножју два крина а у средини штита зупчаник златно.
Средњи грб се састоји од гореописаног штита на ком је сребрна
бедемска круна са три видљива мерлона а
окруженог златним полу
венцем од храстове гране у роду(хералдички) десно и буквине гране у роду лево увезан их врпцом у бојама српске тробојке
а испод свега сребрн свитак са натписом ПРИБОЈ.
Велики грб се састоји од гореописаног штита на
ком је сребрна бедемска круна са три видљива
мерлона
све
постављено
између два храста
истргнута
и
са пет жирова природно који
придржавају штит и иза њих два
копља природна
окована
златом са којих се у поље на десном вијори
стег у бојама српске тробојке
а на левом
хералдички стег Општине оба златно
оперважена
а
као постамент стоје две сребрне планине из којих
поменути храстови
расту са унутрашњих падина
између којих су травнати
брежуљци, на десном
горњем
представа
рудника из старине природно а
на левом горњем сребрн бедем са три мерлона
а
између брежуљака и испод штита на травнатој површини бањски извор
полукружни
природно између два
талаласаста
хералдичка
прута из којег истиче
вода у
језеро сребрно окружено брежуљцима у дну постамента. Испод свега је
сребрн
свитак са натписом ПРИБОЈ.

## Мали грб
Три сребрне потковице
имају вишеслојно значење на грбу
Прибоја. Основно је да алудирају на
наше хералдичко наслеђе
апокрифног
грба
Рашке
–
на плавом три потковице сребрне
-
из
тзв.
илирске хералдике
из које се развила наша модерна
хералдика. Такав штит се појављује као једно од поља на
сложеном штиту апокрифног грба цара Душана као и на
апокрифном грбу Босне у илирској хералдици а био је познат и
у свим хералдикама околних земаља. Постављањем три
потковице
Прибој потврђује наставак и сећање ове велике
хералдичке традиције
довољно хералдички промењене да не
исказује јединствено право на апокрифни грб Рашке. Други слој симболике
потковица је
радиност, занатство
и индустрија
-
у хералдици се ретко стављају
модерни артефакти па потковица служи често и као симбол аутомобилске
индустрије. Трећи слој симболике је да потковица у свом нормалном хералдичком
положају подсећа на ћирилично слово П као почетног слова Општине Прибој, а
хералдика се често служи таквим енигматским решењима.
Потковица је такође
општепознати симбол среће.
Зарад верности старијим изворима, није потребно прецизније описивати
изглед потковице, тј.
да је „рупама отворена пољем“.
У овом опису грба нема
потребе да се наведе распоред потковица јер се у таквој хералдичкој синтакси
подразумева да су две горе а једна доле.
Плава као основна боја штита
се доводи у овом случају не само у везу са
апокрифним грбом Рашке него је и национална боја и Срба и Бошњака. Плаво је
симбол узвишеног, правде, лојалности
и ведрине
у хералдици.
Река Лим је представљена танком
хоризонталном
лелујавом белом траком са
хералдичким термином таласаста пруга.
Лим је мала
и брза река
и не треба да буде
представљена таласастом гредом, која је значајно шира.
Она заузима средишњу
зону грба а изнад ње у средишњој тачки је златни зупчаник који такође има
вишеслојну симболику. Први слој је да се такав зупчаник налазио на социјалистичком амблему Прибоја и да тако представља континуитет у обележјима
до одређеног нивоа.
Изабрана је златна боја уместо црвене
да би се
зупчаник
повиновао хералдичким правилима
али и да покаже прворазредну важност
зупчаника на грбу–
злато је вредније од сребра. Други слој
симболике се огледа у
јасној алузији на Фабрику аутомобила Прибој због које је и град и општина израсла
у модеран центар а трећи слој је да позиционирањем зупчаника изнад таласасте
пруге добијамо нови симбол за сам град Прибој.
У подножју грба се налазе
два златна крина. Крин је у хералдици синоним за
љиљан и важи за посебну шаржу (хералдички објекат) који није истоветан
цветовима са тим називима иако јесте
сасвим сигурно као симбол настао
инспирисан и њима.
У опису грба није наведено да су кринови златни
јер
постноминални придев средњег рода „златно“
иза зупчаника описује и њих.
Крин
је у хералдици и византијској амблематици
најчешћи наш симбол у средњем веку,
чешћи и од орлова и од оцила.
У првом реду на грб
у Прибоја кринови означавају
два народа јер их оба баштине као своје симболе, затим су ту као директно
подсећање да је Прибој у Србији јер се на грбу Србије налазе у
истоветном
положају и тинктури а њихово представљање богате флоре општине је јасно по
себи.

У хришћанској амблематици крин је симбол чистоте, врлине и Богородице.
Налази се на грбу Котроманића и на апокрифном грбу царства Немање.
На
социјалистичком амблему Прибоја се такође
налазе две спојене стабљике биљке са
криноликим завршецима.
За изглед
малог грба се препоручује да има сразмерно мало елемената јер је
најширој употреби. Њега могу да користе сви грађани општине.

## Средњи грб
На гореописаном штиту се налази такозвана бедемска или мерлонска круна
сребрна са три видљива мерлона. У модерној српској хералдици се усталила пракса
да се оваквим елементима на нивоу средњег и великог грба показује да је у питању
муниципални, тј. месни грб.
Облик круне, тинктура
и број мерлона
или грудобрана
на њој означавају број житеља општине. Бедемска круна
такође
алудира на средњовековни утврђени град Јагат.
Штит је окружен златним полувенцем од храста и букве
са плодовима као
прастарих наших симбола, храст је
свето дрво старих Словена, симбол отпорности и
чврстоће, гранчица храста се налазила на полувенцу на
грбу
Кнежевине Србије.
Буква је симбол написане речи
због лакоће са којом су се урезивали знаци у кору
(одатле предвуковски називи слова аз, буки, вједи...
као
и придев буквалан)
и тиме знања и разумевања, као и
чврстине и опстајања.
Храст и буква славе чињеницу да
је општина
покривена шумом на
скоро
две трећине
територије.
Трака у српским бојама обједињује и
физички и симболички.
Средњи грб може да буде сложенији у изгледу од малог грба
а стилизација
полувенца због величине
и састава
композиције може бити и мало природнија. 
Користи се пре свега од стране званичних институција Општине.
Досадашња
модерна хералдичка пракса у нас је показала да се средњи грб неправедно
запоставља па овом приликом скрећем пажњу да овај
ниво
грба
треба што више
користити у јавном животу општине.

## Велики грб
Велики грб у нашој хералдици се пре свега
користи у церемонијалне сврхе и као такав може
да прими све оне симболе у параферналијама грба
који нису нашли места на самом штиту или на
средњем грбу. То значи да ће углавном имати
врло сложену структуру и изглед. Подвлачим да
је његова употреба ограничена само на највише
органе управе Општине или на свечаности и
слично томе. Наравно, могуће га је користити у
уметничком стваралаштву и наставном и
образовном раду. 
Два држача штита су храстови
стилизованог изгледа у склопу са остатком
великог грба. Поред симболике описане за грану
храста на средњем грбу, они су свевременски подсетник
и памјатник старине
и
трајања
овог
шумовитог
подручја кроз
вишемиленијумске
промене.
Постоје више
археолошких налазишта у општини
почев од
бронзаног доба
па све до касног
средњег века.
У постаменту–
у
основи великог штита–
стоје
две сребрне планине
због симетрије и слагања боја као симболи
планине Побијеник, Јаворје и Златар.
Зарад симболике чврстине и
трајања
из њих расту храстови у природној боји са по
пет зрелих жирова–
пет је симбол целине, у хришћанству пет Христових рана, у
исламу пет клањања дневно, у старини пет
основних елемената. Храстови обављају
дужност држача грба тако што гранама придржавају штит
и стегове.
Стегови и
њихов садржај су представљени на класичан начин у модерној српској хералдици. 
Травнати брежуљци симболички представљају
флувиоденудационе површи
општине. На горњем брежуљку са десне стране је симболичка представа
праисторијског рудника бакра Јармовац који је светски
познат-
тврди се да је
најмање 5500 година стар.
На горњем левом брежуљку је симболичка представа
остатака
наше
утврде Јагат.
Обе шарже су поставље
не симболички одмах испод
храстова држача.
Такође одмах испод штита у средини постамента је стилизована
представа бањског извора на начин и на месту примереном херладичком изразу
која представља познату Прибојску бању. Између ње су две усправне танке
таласасте линије, хералдичког термина таласасти прут, које обележавају Увац и
Лим, тј. симболички представљају све водотокове општине.
Алувијалне равни и
флувиоглацијалне терасе Лима одликују се изразито слабом
пошумљеношћу
па је
ова површина остављена равна и без дрвећа.
Вода се улива у сребрно језеро
у дну
постамента окружено брежуљцима, Потпећко језеро.